# Go-Hanazono
 (juillet 2025).
Si vous disposez d'ouvrages ou d'articles de référence ou si vous connaissez des sites web de qualité traitant du thème abordé ici, merci de compléter l'article en donnant les références utiles à sa vérifiabilité et en les liant à la section « Notes et références ».
L'empereur Go-Hanazono (後花園天皇, Go-Hanazono Tennō, 10 juillet 1419 – 18 janvier 1471) a été le 102e empereur du Japon, selon l'ordre traditionnel de la succession, et a régné du 7 septembre 1428 au 21 août 1464.
Son nom personnel était Hikohito (彦仁). Son nom posthume lui a été donné en mémoire de celui de l'empereur Hanazono (on peut traduire le préfixe Go-, 後, par « postérieur », ce qui donne donc « Empereur Hanazono postérieur ».)

## Généalogie
Go-Hanazono était le fils aîné du prince impérial Fushimi-no-miya Sadafusa (伏見宮貞成親王, 1372 - 1456). Sa mère était Yukiko (幸子, 1390 - 1448), fille de Niwata ?? (庭田経有).
Son père était le troisième de la lignée Fushimi-no-miya et le petit-fils du prétendant de la Cour du Nord Sukō, ce qui fait de lui le cousin au troisième degré de son prédécesseur Shōkō.
Il eut pour consort Ōinomikado (Fujiwara) Nobuko (大炊御門（藤原）信子) avec qui il eut deux enfants :
- Princesse Kanshin (観心女王?)
- Prince impérial Naruhito (成仁親王?) (futur empereur Go-Tsuchimikado)

## Biographie
L'empereur précédent, Shōkō, n'ayant pas de fils, l'empereur retiré Go-Komatsu adopte le futur Go-Hanazono, de la maison Fushimi-no-miya, pour sécuriser l'héritage de la lignée Jimyōin-tō face à la lignée Daikakuji.
À la mort de Shōkō, Go-Hanazono lui succède, mais Go-Komatsu continue à régner en tant qu'empereur retiré jusqu'à sa mort en 1433. Après cela, s'ensuivent 30 ans de règne impérial direct, jusqu'à sa propre abdication le 21 août 1464, après laquelle le règne des empereurs retirés cesse de lui-même.
Le shogun Yoshimasa Ashikaga, se livrant à la débauche, a été châtié par l'empereur.

## Ères de son règne
Avec huit changement d'ères, Go-Hanazono est à égalité avec Go-Daigo pour le titre d'empereur ayant eu le plus d'ères différentes dans un seul règne.
- Ère Shōchō
- Ère Eikyō
- Ère Kakitsu
- Ère Bunnan
- Ère Hōtoku
- Ère Kyōtoku
- Ère Kōshō
- Ère Chōroku
- Ère Kanshō